# 남자 20km 경보 대한민국 기록 추이
남자 20km 경보 대한민국 기록 추이는 다음과 같다.
| # | 시간                    | 차이        | 선수   | 소속     | 날짜         | 대회명                                 | 장소                 | 주석 및 기타                                               | 동영상 |
|   | 1시간 46분 25초         | - 1분 44초* | 정필화 |          | 1984. 10. 12 | 제65회 전국 체육 대회                  | 대한민국 대구        | 종전 1시간 48분 09초                                       |        |
|   | 1시간 40분 18초 (17초?) |             | 이교안 | 국민대   | 1985. 06. 15 | 제39회 전국 남녀 육상 경기 선수권 대회 | 대한민국 서울        | 4명이 더 한국신                                            |        |
|   | 1시간 36분 02초         |             | 이교안 | 국민대   | 1985. 10. 11 | 제66회 전국체육대회                    |                      |                                                            |        |
|   | 1시간 31분 16초         |             | 정명오 | 경찰대   | 1986. 5. 24  | 제40회 전국남녀육상경기선수권대회      |                      | 정필하, 이교안도 한국신                                    |        |
|   | 1시간 27분 07초         |             | 이승훈 | 한국체대 | 1991. 10. 09 | 제72회 전국 체육 대회                  | 전주                 | 서승희, 이민호, 최중기도 한국신, 종전 (1시간29분56초,87년) |        |
|   | 1시간 25분 12초         |             | 한기연 | 경찰대   | 1992. 05. 02 | 제46회 전국육상경기선수권대회          | 대한민국 서울        | 이승훈, 서성희도 한국신                                    |        |
|   | 1시간 23분 00초         | - 02분 12초 | 신일용 | 성균관대 | 1999. 10. 13 | 제80회전국체육대회                     | 대한민국 인천        | 2위 서대일도 신기록                                        |        |
|   | 1시간 22분 25초         |             | 신일용 | 삼성전자 | 2001. 5. 3   | 제30회전국종별육상경기선수권대회       |                      |                                                            |        |
|   | 1시간 21분 52초         | - 0분 33초  | 이대로 | 서울시청 | 2003. 06. 05 | 제57회 전국 육상 경기 선수권 대회      | 대한민국 대전        |                                                            |        |
|   | 1시간 21분 29초         | - 0분 23초  | 신일용 | 삼성전자 | 2004. 1. 25  | 제87회일본경보선수권대회               | 일본 고베            | 3위                                                        |        |
|   | 1시간 20분 20초         | - 1분 09초  | 박칠성 | 삼성전자 | 2007. 5. 1   | 제36회전국종별육상경기선수권대회       |                      | 김현섭도 한국신                                            |        |
|   | 1시간 19분 41초         | - 0분 39초  | 김현섭 | 삼성전자 | 2008. 10. 13 | 제89회 전국체육대회                    |                      | 박칠성도 한국신                                            |        |
|   | 1시간 19분 36초         | - 0분 05초  | 김현섭 | 삼성전자 | 2010. 10. 10 | 제91회 전국체육대회                    |                      |                                                            |        |
|   | 1시간 19분 31초         | - 05초      | 김현섭 | 삼성전자 | 2011. 03. 13 | 2011 아시아경보선수권대회              | 일본 이시카와현 노미 | 1위                                                        |        |

## 같이 보기
- 남자 20km 경보 세계 기록 추이
- 여자 20km 경보 대한민국 기록 추이
- 여자 20km 경보 세계 기록 추이